# NEO PI-R
NEO PI-R — аббревиатура, обозначает по-английски Revised NEO Personality Inventory (пересмотренный личностный опросник NEO) — методика психологической диагностики личности.
Опросник состоит из 240 вопросов и предназначен для взрослых (от 18 лет) мужчин и женщин без психических патологий. В 1990-е гг. получил широкое распространение в бизнесе и даже потеснил популярную до тех пор типологию Майерс-Бриггс.
Авторы теста — Пол Т. Коста-младший (Paul T. Costa) и Роберт Маккрей (Robert R. McCrae), авторское право на текст принадлежит PAR Inc..
Первоначально назывался NEO-I: Neuroticism-Extroversion-Openness Inventory (Методика нейротизма-экстраверсии-открытости). В данной версии измерялись только три из указанных выше 5 факторов. Позднее тест был пересмотрен и получил название NEO Personality Inventory (NEO PI, Личностная методика NEO) — таким образом, NEO перестало быть аббревиатурой. Третья и последняя версия носит название NEO PI-R.

## Факторы и аспекты
Опросник разработан в рамках диспозициональной концепции Большой Пятерки личностных факторов; каждый из 5 «больших» факторов, в свою очередь, подразделяется на 6 аспектов:
| Нейротизм (Neuroticism)                                                                                            | Экстраверсия (Extraversion)                                                                 | Открытость к опыту (Openness to experience)                                                                                      | Приятность в общении (Agreeableness)                          | Добросовестность (Conscientiousness)                                     |
| --- | ------------------------------------------------------------------------------------------- | --- | ------------------------------------------------------------- | ------------------------------------------------------------------------ |
| Беспокойство (Anxiety)                                                                                             | Теплота, доброта (Warmth / Kindness)                                                        | Фантазия, воображение (Fantasy / Imagination)                                                                                    | Доверие к людям (Trust in Others)                             | Компетентность, самоэффективность (Competence / Self-efficacy)           |
| Враждебность, гнев (Hostility / Anger)                                                                             | Общительность (Gregariousness)                                                              | Эстетичность, художественный подход (Aesthetics / Artistic Interest)                                                             | Прямолинейность, моральность (Straightforwardness / Morality) | Порядок (упорядоченность), самоорганизация (Order (liness) / Organizing) |
| Депрессия (Depression)                                                                                             | Напористость (Assertiveness)                                                                | Чувства, эмоциональность (Feelings / Emotionality)                                                                               | Альтруизм (Altruism)                                          | Чувство долга (Dutifulness / Sense of Duty/Obligation)                   |
| Самосознание (Self-Consciousness)                                                                                  | Активность, живой темперамент (Activity Level/ Lively Temperament)                          | Действия, авантюризм, познание (Actions / Adventurousness / Exploration)                                                         | Согласие, сотрудничество (Compliance / Cooperation)           | Стремление к достижению результата (Achievement Striving)                |
| Импульсивность, несдержанность (Impulsiveness / Immoderation)                                                      | Поиск острых ощущений (Excitement Seeking)                                                  | Идеи, интеллектуальный подход, любопытство (Ideas / Intellectual Interest/Curiosity)                                             | Скромность (Modesty)                                          | Самодисциплина, сила воли (Self-Discipline / Willpower)                  |
| Уязвимость перед стрессом, страх, выученная беспомощность / Vulnerability to Stress / Fear / Learned helplessness) | Положительные эмоции, жизнерадостность, живость (Positive Emotion / Cheerfulness / Vivacity | Ценности, психологический либерализм, терпимость к неопределённости (Values / Psychological liberalism / Tolerance to ambiguity) | Мягкость, симпатия (Tendermindedness / Sympathy)              | Обдумывание, осмотрительность (Deliberation / Cautiousness)              |

## IPIP-NEO
Существует открытая реализация теста под названием IPIP-NEO,, которая основана на вопроснике IPIP. Тест несовместим по результатам с тестом NEO, однако использует такую же методику и похожий список аспектов личности для составления оценки по пяти факторам. Автор теста описывает используемые в каждом факторе аспекты следующим образом.

### Экстраверсия
Экстраверсия (Extraversion) означает стремление к взаимодействию с внешним миром. Экстравертам нравится находиться среди людей, они полны энергии и часто проявляют позитивные эмоции. Они обычно восторженны, деятельны, и хотят получать немедленное удовольствие. В группах они любят говорить, привлекать к себе внимание и чувствуют себя уверенно.
Интроверты не обладают энергичностью, богатством чувств и активностью экстравертов. Они обычно тихие, сдержанные, осмотрительные, и не участвуют в общественной активности. Отсутствие вовлечённости в социальное взаимодействие нельзя интерпретировать как застенчивость или депрессию; интровертам просто необходим гораздо меньший уровень стимуляции, поэтому они предпочитают быть одни. Самостоятельность и сдержанность интровертов часто принимают за недружелюбность или высокомерие. На самом деле, интроверт с высокой оценкой по фактору доброжелательности окажется очень приятным в общении человеком, если к нему обратятся.
Аспекты экстраверсии:
Дружелюбность (Friendliness)Дружелюбным людям искренне нравятся другие люди и они открыто демонстрируют положительные чувства по отношению к другим. Они быстро заводят друзей и им легко создавать близкие и откровенные отношения. Люди с низким показателем дружелюбности не обязательно холодные и враждебные, однако они не тянутся к другим и их считают отдалёнными и сдержанными.
Общительность (Gregariousness)Общительные люди в компании заряжаются и получают удовольствие. Им нравится возбуждение в толпе. Люди с низким показателем перегружаются чувствами в большой толпе, поэтому они их активно избегают. Они не обязательно недолюбливают компанию других людей, однако им необходимо личное пространство и своё личное время в гораздо большей степени, чем людям с высоким показателем по данному аспекту.
Самоуверенность (Assertiveness)Люди с высоким показателем самоуверенности любят говорить громко и чётко, брать на себя ответственность и направлять активность других людей. Они обычно стремятся к лидерству в группе. Люди с низким показателем обычно не говорят много и позволяют другим управлять действиями групп.
Активность (Activity Level)Активные индивиды ведут занятую жизнь в быстром темпе. Они продвигаются быстро, решительно и энергично, и занимаются многим видами деятельности. Люди с низкой оценкой по данной шкале устанавливают более медленный, неторопливый и расслабленный темп.
Поиск ярких ощущений (Excitement-Seeking)Людям с высоким показателем по этой шкале быстро становится скучно без высокого уровня стимуляции. Им нравятся яркие огни, шум и суета. Они любят рисковать и искать острых ощущений. Люди с низкой оценкой не переносят шум и волнение и негативно относятся к поиску острых ощущений.
Жизнерадостность (Cheerfulness)Данная шкала оценивает позитивное настроение и чувства, а не негативные эмоции (которые оценивает фактор нейротизма). Люди с высокими оценками по этой шкале обычно испытывают широкий диапазон позитивных чувств, включая счастье, энтузиазм, оптимизм и радость. Люди с низкой оценкой не склонны входить в такое энергичное и приподнятое настроение.

### Доброжелательность
Доброжелательность (Agreeableness) отражает индивидуальные предпочтения по поводу сотрудничества и социальной гармонии. Доброжелательные индивиды легко ладят с другими людьми. Они обычно внимательны, дружелюбны, щедры, готовы помочь и ставить интересы других выше своих. Доброжелательные люди с оптимизмом смотрят на человеческую природу. Они считают, что люди в основном честны, порядочны и заслуживают доверия.
Недоброжелательные индивиды ценят свои собственные интересы выше возможности ладить с другими людьми. Они обычно равнодушны к благополучию других людей и поэтому не склонны расшибаться в лепёшку ради них. Иногда их скептицизм по поводу мотивов других людей заставляет их быть подозрительными и недружелюбными, отказываться от сотрудничества.
Доброжелательность, очевидно, является полезной для обретения и поддержания популярности. Доброжелательные люди нравятся другим больше, чем недоброжелательные. С другой стороны, доброжелательность мешает в ситуациях, которые требуют жёстких или абсолютно объективных решений. Недоброжелательные люди могут стать замечательными учёными, критиками или солдатами.
Аспекты доброжелательности:
Доверие (Trust)Человек с высоким уровнем доверия полагает, что большинство людей справедливы, честны и имеют лучшие намерения. Люди с низким доверием считают других эгоистичными, хитрыми и потенциально опасными.
Моральность (Morality)Люди с высоким показателем моральности не видят необходимости притворяться или манипулировать в делах с другими людьми и ведут себя искренне, откровенно и чистосердечно. Люди с низким показателем считают, что социальные отношения требуют определённой доли обмана. Другим людям относительно легко наладить отношения с прямыми людьми, имеющими высокие показатели по этой шкале. Соответственно людям гораздо труднее наладить отношения со уклончивыми людьми, имеющими низкие показатели. Люди с низким показателем не являются бесчестными или аморальными; они просто более осмотрительны и менее охотно открывают всю правду.
Альтруизм (Altruism)Альтруистичным людям помощь другим доставляет искреннее удовольствие. Соответственно они обычно готовы помочь нуждающимся. Альтруисты считают, что делать что-то для других — это форма самореализации, а не самопожертвование. Люди с низким показателем по этой шкале не любят помогать нуждающимся. Просьбы о помощи они считают бременем, а не возможностью самореализации.
Сотрудничество (Cooperation)Люди с высокими оценками по данной шкале не любят конфронтации. Они всегда готовы идти на компромисс и отказаться от собственных потребностей, чтобы ладить с другими. Получившие низкую оценку по этой шкале обычно готовы запугивать других, чтобы добиться своего.
Скромность (Modesty)Люди с высокими оценками по данной шкале не любят утверждать, что они лучше других. В некоторых случаях такое мироощущение связано с низкой самооценкой или низким самоуважением. Тем не менее, некоторые люди с высокой самооценкой также находят нескромность непристойной. Тех, кто публично заявляет о своём превосходстве, другие обычно считают недоброжелательными и высокомерными.
Сочувствие (Sympathy)Люди с высокими оценками по данной шкале — мягкосердечные и сочувствующие. Они чувствуют боль других людей как свою и их легко разжалобить. Людей с низкими оценками нелегко задеть страданиями других людей. Они гордятся своим умением выносить объективные суждения с ясным рассудком. Они больше заинтересованы в истине и беспристрастном правосудии, чем в милосердии.

### Добросовестность
Добросовестность (Conscientiousness) — также сознательность, благоразумие — относится к способу, которым мы контролируем, регулируем и направляем нашу импульсивность. Внезапные порывы не являются от природы негативными; иногда недостаток времени требует немедленного решения, и действовать по первому побуждению может быть эффективным решением. Кроме того, во время игры (но не работы) действовать спонтанно и импульсивно может быть весело. Импульсивные индивиды могут восприниматься другими людьми как яркие, смешные и приятные в компании.
Тем не менее, импульсивные действия могут привести в некоторых случаях к неприятностям. Некоторые порывы являются антисоциальными. Неуправляемые асоциальные действия не только причиняют вред другим членам общества, но и также могут вызвать справедливое возмездие совершившему такое импульсивное действие. Другая проблема импульсивных действий — они часто дают немедленное эмоциональное поощрение, однако приводят к долговременным нежелательным последствиям. Например, чрезмерное общение может привести к увольнению с работы, брошенное оскорбление — привести к разрыву ценных отношений, использование вызывающих удовольствие наркотиков — разрушить здоровье.
Импульсивное поведение, даже если оно не приводит к серьёзным деструктивным последствиям, может существенно уменьшить эффективность действий человека. Импульсивное действие не позволяет обдумать альтернативные способы действий, которые могли бы быть более благоразумными, чем импульсивный выбор. Импульсивность также заводит людей в тупик при выполнении проектов, которые требуют организованной последовательности шагов или этапов. Импульсивный человек достигает отдельных и небольших целей и с очень переменным успехом.
Отличительный признак разума — то, что потенциально отличает человека от более ранних форм жизни — это способность думать о грядущих последствиях перед тем, как действовать импульсивно. Разумная деятельность включает размышления о долговременных целях, организацию и планирование шагов к достижению этой цели, и настойчивость в достижении своих целей даже при появлении кратковременных импульсивных желаний к обратному. Идея, что разум подразумевает контроль над порывами, отражается даже в термине «благоразумие», который является альтернативным названием фактора добросовестности. Благоразумие значит и мудрость, и осторожность. Людей, которые получают высокие оценки по шкале добросовестности, другие по сути воспринимают как умных, разумных.
Положительные стороны высокой добросовестности очевидны. Добросовестные индивиды избегают неприятностей и весьма эффективно достигают своих целей, используя целенаправленное планирование и настойчивость. Другие люди положительно воспринимают их как разумных и надёжных. С отрицательной стороны, они могут быть заядлыми трудоголиками и перфекционистами. Кроме того, экстремально добросовестные индивиды могут восприниматься как скучные и занудные. Недобросовестных людей могут осуждать за ненадёжность, отсутствие амбиций и неспособность оставаться в общепринятых рамках, однако они могут позволить себе много кратковременных удовольствий и их никогда не назовут скучными.
Аспекты добросовестности:
Самоэффективность (Self-Efficacy)Самоэффективность описывает уверенность в своей способности доводить всё до конца. Люди с высокой оценкой думают, что имеют разум (здравый смысл), желание и самоконтроль, необходимый для достижения поставленных целей. Люди с низкой оценкой не ощущают себе эффективными и могут чувствовать, что не контролируют свою жизнь.
Аккуратность (Orderliness)Люди с высоким оценками аккуратности хорошо организованы. Они любят жить по утверждённым процедурам и распорядку. Они составляют списки и планируют дела. Люди с низкой оценкой обычно безалаберны, неорганизованны и рассеянны.
Ответственность (Dutifulness)Данная шкала отражает степень чувства долга и обязанности. Люди с высокой оценкой по данной шкале имеют сильное чувство морального долга. Люди с низкой оценкой считают договорённости, правила и инструкции слишком ограничивающими их волю. Их обычно считают ненадёжными и даже безответственными.
Стремление к цели (Achievement-Striving)Индивиды с высокой оценкой по данной шкале прилагают огромные усилия для достижения выдающихся результатов. Их желание добиться признания не даёт им отклониться от своих высоких целей. У них обычно сильно развито чувство цели в жизни, но получившие очень высокую оценку могут быть слишком целеустремлёнными и одержимыми своей работой. Люди с низкими оценками довольствуются минимальными трудозатратами и их могут считать ленивыми.
Самодисциплина (Self-Discipline)Самодисциплина — которую многие называют «сила воли» — означает способность упорно выполнять трудные или неприятные задачи, пока они не будут завершены. Люди, обладающие высокой самодисциплиной, могут преодолеть нежелание начинать работу над заданием и могут продолжать, несмотря на отвлекающие обстоятельства. Люди с низкой самодисциплиной откладывают выполнение и завершение задачи, часто не доводя дела до конца — даже те, которые они очень хотят выполнить.
Осторожность (Cautiousness)Осторожность описывает предрасположенность обдумать разные варианты перед действием. Людям с высокой оценкой по шкале осторожности не спешат, когда принимают решение. Люди с низкой оценкой обычно делают или говорят первое, что придёт на ум, и не обдумывают альтернативные и их возможные последствия.

### Невротизм
Фрейд первоначально использовал термин невроз для описания состояний, при которых проявляются психические расстройства, эмоциональные страдания, и невозможность эффективно справляться с обычными жизненными ситуациями. Он предположил, что у каждого можно найти некоторые признаки невроза, но мы все отличаемся по степени страданий и конкретными симптомами расстройства. Но в наши дни нейротизм (Neuroticism) означает тенденцию испытывать негативные эмоции. Люди с высокими показателями нейротизма могут испытывать только одно специфическое негативное чувство, такое, как тревога, гнев, или депрессивность, но также могут испытывать и несколько таких эмоций одновременно. Люди с высоким показателем нейротизма являются эмоционально реактивными. Они эмоционально реагируют на события, которые оставят равнодушными большинство людей, и их реакция будет более интенсивной по сравнению с нормальной. Они могут воспринимать обычные ситуации как угрожающие, а небольшие разочарования как неисправимо безнадёжные. Их негативные эмоциональные реакции длятся в течение необычно долгого времени, и, значит, обычно они находятся в плохом настроении. Такие проблемы с упорядочением эмоций могут ослабить у невротика способности ясно мыслить, принимать решения, и эффективно справляться со стрессом.
На другой стороне шкалы, индивидов с низким показателем нейротизма нелегко вывести из себя и они менее эмоционально реактивные. Они обычно спокойны, эмоционально стабильны, и свободны от постоянных негативных чувств. Свобода от негативных чувств не означает, что люди с низким показателем испытывают много позитивных эмоций; частота позитивных эмоций оценивается фактором экстраверсии.
Аспекты нейротизма:
Тревога (Anxiety)Система «дерись или беги» в головном мозгу тревожных индивидов часто активируется по любому поводу. Поэтому люди с высоким показателем тревожности часто чувствуют, что должно случиться что-то опасное. Они могут опасаться каких-то конкретных ситуаций, либо просто тревожиться в общем. Они чувствуют себя напряженными, пугливыми и нервными. Люди с низким показателем тревожности обычно спокойны и бесстрашны.
Гнев (Anger)Люди с высоким показателем гнева разъяряются, когда что-то идёт не по их плану. Они особо чувствительны к справедливому отношению к себе и озлобляются, если чувствуют, что их обманывают. Данная шкала измеряет тенденцию переживать гнев; однако насколько человек выражает раздражение и враждебность, зависит от его уровня доброжелательности. Людей с низкой оценкой нельзя разгневать легко и часто.
Депрессивность (Depression)Данная шкала измеряет тенденцию чувствовать печаль, удручённость и разочарование. У людей с высокой оценкой нет энергии и им трудно начать действовать. Люди с низкой оценкой свободны от таких депрессивных чувств.
Самосознание (Self-Consciousness)Индивиды с высоким уровнем самосознания чувствительны к тому, что о них думают другие люди. Их беспокойство по поводу отказов или насмешек заставляет их чувствовать застенчивость и дискомфорт в окружении большого количества людей. Их легко смутить и они часто чувствуют стыд. Их страхи, будто другие люди будут критиковать или высмеивать их, слишком преувеличены и нереальны, однако их неловкость и дискомфорт могут превратить эти страхи в самосбывающееся пророчество. Люди с низким показателем, с другой стороны, не страдают от ошибочного впечатления, что каждый вокруг наблюдает за ними и оценивает их. Они не нервничают в социальных ситуациях.
Несдержанность (Immoderation)Несдержанные индивиды чувствуют сильные желания, которым трудно сопротивляться. Они ориентированы на кратковременные удовольствия и поощрения, а не на долговременные последствия. Люди с низким показателем не ощущают сильные, непреодолимые чувства и не подвергаются соблазну злоупотреблений.
Уязвимость (Vulnerability)Люди с высоким показателем уязвимости чувствуют панику, замешательство и беспомощность под давлением или стрессом. Люди с низким показателем более уравновешены, уверены и здравомыслящи под действием стресса.

### Открытость опыту
Открытость опыту (Openness to Experience) описывает свойства мыслительного процесса, отличающие креативных людей с хорошим воображением от приземлённых, обычных людей. Открытые люди интеллектуально любопытны, высоко ценят искусство и восприимчивы к красоте. Они обычно лучше ощущают свои чувства по сравнению с закрытыми людьми. Они думают и действуют в индивидуалистичной, нонконформной манере. Интеллектуалы обычно получают высокие оценки по фактору открытости опыту, поэтому этот фактор также называют «культура» или «интеллект», но, тем не менее, интеллект скорее относится к одному из аспектов открытости. Показатели по фактору открытости опыту незначительно коррелируют с уровнем образования и оценками по стандартным тестам уровня интеллекта.
Другой характеристикой открытого мыслительного процесса является способность рассуждать с использованием символов и абстракций, которые не связаны с практическим жизненным опытом. В зависимости от конкретных интеллектуальных возможностей индивида, такой символический мыслительный процесс может принять форму математического, логического или геометрического мышления, артистичного и метафорического использования языка, сочинения или исполнения музыки, или других визуальных или исполнительских видов искусства. Люди с низким показателем открытости к опыту имеют узкие и распространённые интересы. Они предпочитают простые, ясные и очевидные вещи сложным, неоднозначным и тонким. Они могут относиться к наукам и искусству с подозрением, считая эти занятия заумными и не имеющими практической цели. Закрытые люди предпочитают уже знакомое всему новому; они консервативны и сопротивляются изменениям.
Открытость обычно считается психологами более полезной или зрелой, так как они сами часто открыты новому опыту. Однако открытый и закрытый способ мышления имеет смысл в разной окружающей обстановке. Интеллектуальный стиль открытого человека будет полезен университетскому преподавателю, однако исследования показали, что закрытый стиль связан с лучшей эффективностью работы в сферах охраны правопорядка, продаж и обслуживания клиентов.
Аспекты открытости:
Воображение (Imagination)Для индивидов с хорошим воображением реальный мир слишком прост и обычен. Люди с высоким показателем по этой шкале используют фантазию для создания более богатого и интересного мира. Люди с низким показателем больше ориентируются на факты, чем на фантазии.
Артистичность (Artistic Interests)Люди с высоким показателем по данной шкале ценят красоту как в искусстве, так и в природе. Они легко вовлекаются в художественные и природные события. Они не обязательно имеют художественное образование или талант, однако многие обладают ими. Отличительная черта данного аспекта — интерес и любовь к природной и рукотворной красоте. Люди с низкой оценкой не обладают эстетическими чувствами и интересом к искусству.
Эмоциональность (Emotionality)Люди с высоким показателем эмоциональности умеют использовать и понимать свои собственные чувства. Люди с низким показателем хуже понимают свои чувства и обычно не выражают свои эмоции открыто.
Авантюризм (Adventurousness)Люди с высоким показателем авантюризма стремятся опробовать новые увлечения, путешествовать за границу и обретать новый опыт. Они находят скучным рутину и знакомые вещи, и часто выберут новый маршрут до дома только потому, что он другой. Люди с низкой оценкой часто чувствуют дискомфорт от изменений и предпочитают знакомый им распорядок.
Интеллект (Intellect)Интеллект и артистичность являются двумя центральными и самыми важными аспектами открытости опыту. Люди с высокими оценками по шкале интеллекта любят играть с идеями. Они восприимчивы к новым и необычным идеям, и любят обсуждать интеллектуальные вопросы. Они получают удовольствие от загадок, головоломок и трудных задач. Люди с низким показателем предпочитают взаимодействовать с людьми или предметами, а не с идеями. Они считают интеллектуальные упражнения пустой тратой времени. Психологический интеллект не эквивалентен разумности — аспект интеллекта обозначает лишь стиль мышления, а не интеллектуальные способности, но, тем не менее, люди с высоким показателем обычно показывают немного лучшие результаты на стандартных тестах уровня интеллекта по сравнению с получившими низкую оценку по этому аспекту.
Либерализм (Liberalism)Психологический либерализм означает готовность оспорить авторитеты, обычаи и традиционные ценности. В самой экстремальной форме психологический либерализм может проявляться в открытой враждебности к правилам, симпатией к нарушителям закона, и любви к неопределённости, хаосу и беспорядку. Психологические консерваторы предпочитают безопасность и стабильность следования традициям. Психологический либерализм и консерватизм не идентичны политической принадлежности, но определённо предрасполагают индивидов к выбору определённых политических партий.